# Leptomyrmex wiburdi
Leptomyrmex wiburdi é uma espécie de formiga do gênero Leptomyrmex.